# Grañén
Grañén ist eine spanische Gemeinde in der Provinz Huesca der Autonomen Gemeinschaft Aragonien. Sie liegt in der Comarca Monegros auf einer kleinen Anhöhe am Río Flumen an der Eisenbahnstrecke von Tardienta nach Lleida.

## Gemeindeteile
Die Gemeinde umfasst die Ortschaften:
- Callén
- Curbe
- Fraella (mit Pfarrkirche aus dem 12. Jahrhundert)
- Montesusín

## Geschichte
Der Ort lässt sich bis auf die Römerzeit zurückführen; der Name wird von einem Landbesitzer Granius abgeleitet. Nach der Reconquista war Sancho Íñiguez der erste Grundherr. 1198 übertrug König Peter II. dem Bischof von Huesca das Patronat über die Kirche von Grañén und 1258 gab König Jakob I. die Burg und den Ort Grañén an Blasco de Maza zu Lehen. Im 16. Jahrhundert kam Grañén an die Herzöge von Villahermosa. 1785 erfolgte die Erhebung zur Landstadt (Villa).

## Bevölkerungsentwicklung seit 1991
| 1991 | 1996 | 2001 | 2004 |
| ---- | ---- | ---- | ---- |
| 2162 | 2062 | 1994 | 1999 |

## Sehenswürdigkeiten
- Die kreuzförmige Pfarrkirche Santiago Apostól im Übergangsstil von der Gotik zur Renaissance mit einem Renaissancealtar.